# 玉体
| ウィキペディアには「玉体」という見出しの百科事典記事はありません（タイトルに「玉体」を含むページの一覧/「玉体」で始まるページの一覧）。 代わりにウィクショナリーのページ「玉体」が役に立つかもしれません。 |